# Microlongichneumon abbreviatus
Microlongichneumon abbreviatus là một loài tò vò trong họ Ichneumonidae.